# Devrez Çayı
Der Devrez Çayı ist ein linker Nebenfluss des Kızılırmak in der Türkei. 
Der Devrez Çayı entspringt im Bergland 20 km südlich von Orta in der Provinz Çankırı. Der Fluss fließt nach Norden und passiert die Kreisstadt Orta. Dort mündet der Yazı Çayı von links kommend in den Fluss. Später wendet er sich nach Osten. Die Städte Ilgaz und Tosya liegen nördlich unweit vom Flusslauf des Devrez Çayı. Der Fluss durchfließt die Provinzen Kastamonu und Çorum und mündet schließlich 10 km westlich von Kargı in den aus Südosten heranströmenden Kızılırmak, der an der Mündungsstelle seine Richtung nach Osten ändert. Der Devrez Çayı hat eine Länge von 211 km. Sein mittlerer Abfluss beträgt 8,9 m³/s.
Sein hethitischer Name ist Daḫara.